# Neujahrskonzert der Wiener Philharmoniker 1970
Das Neujahrskonzert der Wiener Philharmoniker 1970 war das 30. Neujahrskonzert der Wiener Philharmoniker und fand am 1. Jänner 1970 im Goldenen Saal des Wiener Musikvereins statt. Dirigiert wurde es zum 16. Mal von Willi Boskovsky, der diese Institution 1941 schon als Konzertmeister der Wiener Philharmoniker mit ins Leben gerufen hatte. 

## Zusammenfassung
Streng genommen war es das 31. Konzert zum Jahreswechsel – denn zur Jahreswende 1939/40 gab es bereits ein Außerordentliches Konzert der Wiener Philharmoniker, welches allerdings am Silvesterabend 1939 stattfand –, aber erst seit 1946 – seit dem erstmaligen Dirigat von Josef Krips – trägt das Konzert den Titel Neujahrskonzert der Wiener Philharmoniker: Unter diesem Namen war es das nunmehr 25. mit diesem Titel. Willi Boskovsky stand, wie bereits seit 1955 auf Grund seiner einstimmigen Wahl durch die Orchestermitglieder als ständiger Dirigent des Neujahrskonzertes am Pult.
 Willi Boskovsky bleibt in Erinnerung, dass er das Konzert im Wesentlichen mit seinem Geigenbogen leitete und seine Violine, vornehmlich in die Hüfte gestützt (ansonsten lag sie griffbereit auf einem kleinen Tischchen neben dem Dirigierpult), immer wieder ans Kinn nahm, um seinen eigenen Schwung in das Orchester zu übertragen, er nutzte nur selten einen Dirigentenstab.
Einzelne Musikstücke wurden wieder mit Ballettaufnahmen unterlegt: Es tanzten Mitglieder des Balletts der Volksoper Wien, die Choreographie übernahm erneut die Ballettmeisterin Dia Luca.
Das Konzert wurde mit seinem zweiten Teil im Fernsehen übertragen, die Produktion übernahmen erstmals der Österreichische Rundfunk (ORF) und das Zweite Deutsches Fernsehen (ZDF) gemeinsam, die Regie führte erneut Hermann Lanske. Es war das fünfte Neujahrskonzert, dessen zweiter Teil in Kooperation von Eurovision (für diesen Verbund war es die elfte Übertragung) und Intervision, dem Fernsehverbund der damaligen sozialistischen Staaten, im Fernsehen übertragen wurde. Ausgestrahlt wurde das Neujahrskonzert 1970 über Eurovision neben Österreich in Belgien, der Bundesrepublik Deutschland, in Dänemark, Finnland, Frankreich, Großbritannien, Irland, Italien, Jugoslawien, der Niederlande, Norwegen, in Portugal, Schweden, Spanien und der Schweiz:
Über Intervision waren 1969 dabei: ČSSR, DDR, Polen, Rumänien und Ungarn.
Die Fernsehübertragung erfolgte erstmals nach Australien, das war gleichzeitig die erste Übertragung in einen Staat (bzw. Kontinent) außerhalb Europas. Es wurde demzufolge in 22 Staaten original ausgestrahlt.

## Programm

### 1. Teil
1. Johann Strauss (Sohn): Ouvertüre zur Operette Indigo und die vierzig Räuber
2. Josef Strauss: Aquarellen, Walzer, op. 258
3. Josef Strauss: Extempore, Polka française, op. 241
4. Johann Strauss (Sohn): Stadt und Land, Polka mazur, op. 322
5. Josef Strauss: Plappermäulchen (Musikalischer Scherz), Polka schnell, op. 245
6. Joseph Lanner: Die Romantiker, Walzer, op. 167
7. Johann Strauss (Sohn): Klänge der Heimat, Csárdás aus Die Fledermaus, o. op.*

### 2. Teil
1. Johann Strauss (Sohn): Ouvertüre zur Operette Prinz Methusalem
2. Johann Strauss (Sohn): Tausend und eine Nacht, Walzer, op. 346
3. Josef Strauss: Heiterer Muth, Polka française, op. 281
4. Josef Strauss: Ohne Sorgen, Polka schnell, op. 133
5. Johann Strauss (Sohn) und Josef Strauss: Pizzicato-Polka
6. Johann Strauss (Sohn), Josef Strauss und Eduard Strauß: Schützen-Quadrille*
7. Eduard Strauß: Mit Extrapost, Polka schnell, op. 259*
8. Johann Strauss (Sohn): Seid umschlungen, Millionen, Walzer, op. 443
9. Johann Strauss (Sohn): Demolirer-Polka, op. 269
10. Johann Strauss (Sohn): Leichtes Blut, Polka schnell, op. 319

### Zugaben
1. Johann Strauss (Sohn): Vergnügungszug, Polka schnell, op. 281
2. Johann Strauss (Sohn): An der schönen blauen Donau, Walzer, op. 314
3. Johann Strauss (Vater): Radetzky-Marsch, op. 228

Werkliste und Reihenfolge sind der Website der Wiener Philharmoniker entnommen.
 Mit * gekennzeichnete Werke standen erstmals in einem Programm eines Neujahrskonzertes.

## Besetzung (Auswahl)
- Willi Boskovsky, Dirigent
- Wiener Philharmoniker